# Оукс (Міссурі)
Оукс (англ. Oaks) — селище (англ. village) в США, в окрузі Клей штату Міссурі. Населення — 128 осіб (2020).

## Географія
Оукс розташований за координатами 39°11′49″ пн. ш. 94°34′19″ зх. д. / 39.19694° пн. ш. 94.57194° зх. д. (39.197007, -94.571971).  За даними Бюро перепису населення США в 2010 році селище мало площу 0,23 км², уся площа — суходіл.

## Демографія
Згідно з переписом 2010 року, у селищі мешкало 129 осіб у 54 домогосподарствах у складі 43 родин. Густота населення становила 550 осіб/км².  Було 57 помешкань (243/км²).
Расовий склад населення:
| - 97,7 % — білих - 0,8 % — чорних або афроамериканців - 0,8 % — азіатів |

До двох чи більше рас належало 0,8 %. Частка іспаномовних становила 7,8 % від усіх жителів.
За віковим діапазоном населення розподілялося таким чином: 18,6 % — особи молодші 18 років, 60,5 % — особи у віці 18—64 років, 20,9 % — особи у віці 65 років та старші. Медіана віку мешканця становила 48,4 року. На 100 осіб жіночої статі у селищі припадало 95,5 чоловіків;  на 100 жінок у віці від 18 років та старших — 101,9 чоловіків також старших 18 років.
Середній дохід на одне домашнє господарство  становив 109 845 доларів США (медіана — 85 625), а середній дохід на одну сім'ю — 124 272 долари (медіана — 101 250). За межею бідності перебувало 21,1 % осіб, у тому числі 39,5 % дітей у віці до 18 років та 13,3 % осіб у віці 65 років та старших.
Цивільне працевлаштоване населення становило 61 осіб. Основні галузі зайнятості: фінанси, страхування та нерухомість — 26,2 %, оптова торгівля — 11,5 %, науковці, спеціалісти, менеджери — 11,5 %.